# 1000-km-Rennen von Brands Hatch 1982

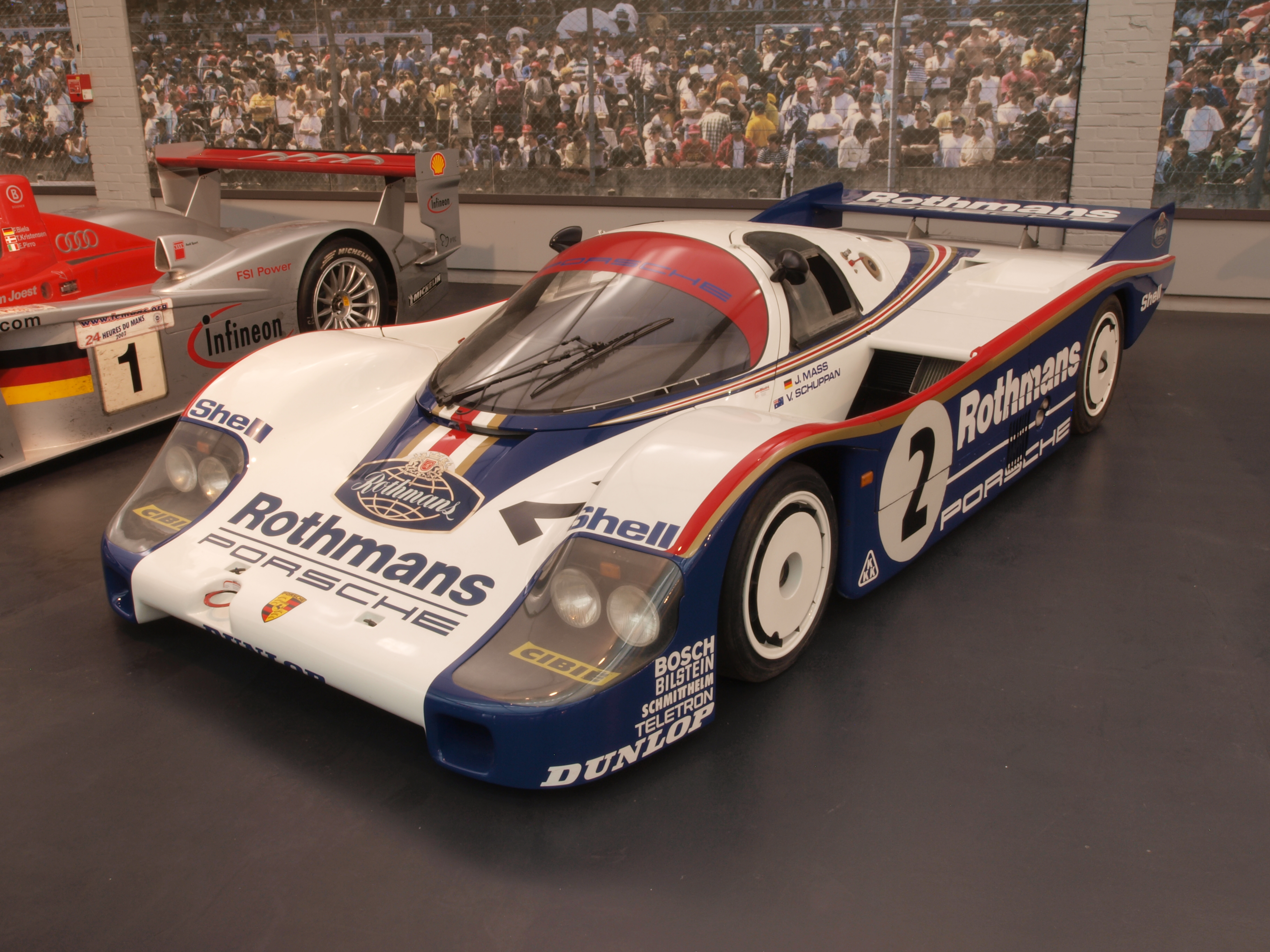
Porsche 956, Fahrgestell 003; Siegerwagen von Jacky Ickx und Derek Bell

Das 1000-km-Rennen von Brands Hatch 1982, auch Shell Oils 1.000, Brands Hatch Grand Prix Circuit, fand am 17. Oktober auf dem der Rennstrecke von Brands Hatch statt und war der achte und letzte Wertungslauf der Sportwagen-Weltmeisterschaft dieses Jahres.

## Das Rennen
Vor dem abschließenden Rennen der Sportwagen-Weltmeisterschaft 1982 war die Entscheidung in der Marken-Weltmeisterschaft längst gefallen, da nur die ersten fünf Rennen der Saison zu dieser Wertung zählten. Mit dem Gesamtsieg beim 1000-km-Rennen von Spa-Francorchamps, dem fünften Saisonrennen, gewann die Werksmannschaft von Porsche die Langstrecken-Weltmeisterschaft. 
Noch nicht vergeben war der Fahrertitel. Nach sieben Rennen führte der Porsche-Werkspilot Jacky Ickx mit 75 Punkten und einem Vorsprung von vier Zählern auf den Lancia-Fahrer Riccardo Patrese die Meisterschaft an. Nach einer Fahrzeit von 5 ½ Stunden gewann Ickx gemeinsam mit Derek Bell im Porsche 956 das Rennen und damit den Fahrer-Weltmeistertitel. Fünf Sekunden hinter dem Porsche kam Patrese mit Partner Teo Fabi im Lancia LC1 ins Ziel und musste sich mit dem zweiten Rang in der Meisterschaft zufriedengeben. 
Nach dem Unfall von David Preece im Aston Martin DPLM wurde das Rennen in der neunten Runde unterbrochen, da eine Leitschiene beschädigt war. Der Tausch dauerte mehr als eine Stunde, sodass die Renndistanz durch die einbrechende Dunkelheit auf 880 Kilometer verkürzt werden musste.

## Ergebnisse

### Schlussklassement
| 1               | C        | 11  | Rothmans Porsche                  | Jacky Ickx Derek Bell                      | Porsche 956                  | 211 |
| 2               | C        | 50  | Martini Racing                    | Teo Fabi Riccardo Patrese                  | Lancia Martini LC1           | 211 |
| 3               | IMSA GTX | 22  | John Fitzpatrick Racing           | John Fitzpatrick David Hobbs Bob Wollek    | Porsche 935K4                | 202 |
| 4               | C        | 3   | Ford Motor Company                | Jonathan Palmer Desiré Wilson              | Ford C100                    | 201 |
| 5               | C        | 1   | Ford Motor Company                | Marc Surer Klaus Ludwig Manfred Winkelhock | Ford C100                    | 200 |
| 6               | C        | 18  | Kremer Racing                     | John Paul junior Frank Jelinski            | Porsche CK5                  | 198 |
| 7               | C        | 8   | Ultramar Team Lola                | Guy Edwards Rupert Keegan                  | Lola T610                    | 197 |
| 8               | C        | 21  | Vegla Racing Team Joest Porsche   | Bob Wollek Henri Pescarolo Hans Heyer      | Porsche 936C                 | 197 |
| 9               | C        | 6   | Viscount Downe Pace Petroleum     | Ray Mallock Mike Salmon                    | Nimrod NRA/C2                | 194 |
| 10              | C        | 12  | Grid Plaza Racing                 | Emilio de Villota Derek Daly Fred Stiff    | Grid Plaza S1                | 192 |
| 11              | Gr. 6    | 32  | Roland Binder                     | Roland Binder Rolf Götz                    | Lola T296                    | 186 |
| 12              | Gr. 5    | 16  | Charles Ivey Racing               | John Cooper Paul Smith                     | Porsche 935K3                | 184 |
| 13              | C        | 5   | URD-Rennwagenbau GmbH             | Helmut Gall Harald Grohs                   | URD C81                      | 184 |
| 14              | GT       | 36  | R. H. Cleare Limited              | Tony Dron Richard Cleare                   | Porsche 934                  | 180 |
| 15              | Gr. 6    | 29  | Dorset Racing Associates          | Nick Faure Roy Baker Eddie Arundel         | Lola T298                    | 171 |
| 16              | Gr. 5    | 20  | Charles Ivey Racing               | Eddie Jordan Glenn Loxton Dudley Wood      | Porsche 935K3                | 170 |
| 17              | IMSA GTO | 34  | Canon Cameras GTi Engineering     | Richard Lloyd Jeff Allam                   | Porsche 924 Carrera GTR      | 170 |
| 18              | Gr. 5    | 37  | Arthur Hough Pressings Ark Racing | Chris Ashmore Max Payne                    | Lotus Elan                   | 170 |
| 19              | Gr. 5    | 19  | Team Castrol Denmark              | Jürgen Poulsen Peter Hansen                | Porsche 935K3                | 165 |
| 20              | Gr. 6    | 28  | Frox Clothing Limited             | Dave Kennedy Gerry Amato Martin Birrane    | Chevron B36B                 | 164 |
| Nicht klassiert |          |     |                                   |                                            |                              |     |
| 21              | Gr. 5    | 111 | Sivama Vesuvio Racing             | Guido Daccò Gianni Giudici                 | Lancia Beta Montecarlo Turbo | 111 |
| Ausgefallen     |          |     |                                   |                                            |                              |     |
| 22              | Gr. 6    | 27  | Simon Phillips                    | Barrie Williams Simon Phillips             | Martin BM8                   | 93  |
| 23              | GT       | 41  | Team Castrol Denmark Jens Winther | Jens Winther Wolfgang Braun                | BMW M1                       | 92  |
| 24              | IMSA GTU | 60  | Manns Garage                      | Les Blackburn David Palmer                 | Mazda RX-7                   | 90  |
| 25              | C        | 4   | BASF Cassetten Team GS Sport      | Siegfried Müller junior Stefan Johansson   | Sauber SHS C6                | 85  |
| 26              | Gr. 6    | 30  | David Mercer Sevenoaks DMC        | David Mercer Mike Chittenden               | Vogue SP2                    | 84  |
| 27              | C        | 14  | BASF Cassetten Team GS Sport      | Hans-Joachim Stuck Walter Brun             | Sauber SHS C6                | 79  |
| 28              | Gr. 5    | 38  | Sivama Vesuvio Racing             | Joe Castellano Aldo Bertuzzi               | Lancia Beta Montecarlo Turbo | 56  |
| 29              | Gr. 6    | 40  | Pierre Chauvet                    | Pierre Chauvet Jo Gartner                  | TOJ SC205                    | 35  |
| 30              | Gr. 6    | 51  | Martini Racing                    | Michele Alboreto Piercarlo Ghinzani        | Lancia Martini LC1           | 35  |
| 31              | GT       | 35  | FRC-Zürich                        | Edi Kofel Peter Zbinden                    | Porsche 924 Carrera GTR      | 21  |
| 32              | C        | 2   | Ford Motor Company                | Manfred Winkelhock Klaus Niedzwiedz        | Ford C100                    | 4   |
| 33              | C        | 10  | David Preece                      | David Preece Reg Woodcock                  | Aston Martin DPLM            | 1   |
| Nicht gestartet |          |     |                                   |                                            |                              |     |
| 34              | C        | 7   | Yves Courage                      | Yves Courage Hervé Regout Patrick Gaillard | Cougar C01                   | 1   |

1 Motorschaden im Training

### Nur in der Meldeliste
Hier finden sich Teams, Fahrer und Fahrzeuge, die ursprünglich für das Rennen gemeldet waren, aber aus den unterschiedlichsten Gründen daran nicht teilnahmen.
| Pos. | Klasse | Nr. | Team                    | Fahrer                         | Chassis             |
| ---- | ------ | --- | ----------------------- | ------------------------------ | ------------------- |
| 35   | Gr. 5  | 15  | Lässig-Obermaier-Team   | Jürgen Lässig Axel Plankenhorn | Porsche 935K3       |
| 36   | Gr. 5  | 17  | Mike Fisher             | Mike Fisher Brian Classic      | Porsche Carrera RSR |
| 37   | C      | 23  | Auto Sport CH           | Christian Bussi                | Rondeau M382        |
| 38   | Gr. 6  | 31  | Osella Mirabella Racing | Giorgio Francia                | Osella PA9          |
| 39   | Gr. 5  | 33  | Rennax Sport            | Jan Lundgårdh Richard Down     | Porsche 935LI       |

### Klassensieger
| Klasse   | Fahrer                  | Fahrer           | Fahrer     | Fahrzeug                | Platzierung im Gesamtklassement |
| -------- | ----------------------- | ---------------- | ---------- | ----------------------- | ------------------------------- |
| C        | Jacky Ickx              | Derek Bell       |            | Porsche 956             | Gesamtsieg                      |
| Gr. 6    | Teo Fabi                | Riccardo Patrese |            | Lancia Martini LC1      | Rang 2                          |
| Gr. 5    | John Cooper             | Paul Smith       |            | Porsche 935K3           | Rang 12                         |
| GT       | Tony Dron               | Richard Cleare   |            | Porsche 934             | Rang 14                         |
| IMSA GTX | John Fitzpatrick        | David Hobbs      | Bob Wollek | Porsche 935K4           | Rang 2                          |
| IMSA GTO | Richard Lloyd           | Jeff Allam       |            | Porsche 924 Carrera GTR | Rang 17                         |
| IMSA GTU | kein Teilnehmer im Ziel |                  |            |                         |                                 |

### Renndaten
- Gemeldet: 39
- Gestartet: 33
- Gewertet: 20
- Rennklassen: 7
- Zuschauer: unbekannt
- Wetter am Renntag: Regen
- Streckenlänge: 4,207 km
- Fahrzeit des Siegerteams: 5:35:01,600 Stunden
- Gesamtrunden des Siegerteams: 211
- Gesamtdistanz des Siegerteams: 887,505 km
- Siegerschnitt: 158,944 km/h
- Pole Position: Marc Surer – Ford C100 (#51) – 1:27,500 = 173,054 km/h
- Schnellste Rennrunde: Jacky Ickx – Porsche 956 (#11) – 1:21,000 = 186,941 km/h
- Rennserie: 8. Lauf zur Sportwagen-Weltmeisterschaft 1982